# Группа Колокола
Группа Колокола — группа голоценовых сомма-вулканов в центральной части острова Уруп Большой Курильской гряды. Группа названа по самому высокому вулкану (Колокол), но также включает в себя вулкан Берга, Борзов, Трезубец. Наиболее активным в группе является вулкан Берга, в то время как Борзов является самым старым.